# Eupithecia affinata
Eupitecia affinata es una especie de polilla de la familia Geometridae. La especie fue descrita por primera vez por Richard F. Pearsall en 1908 con distribución en América del Norte. El holotipo de la especie fue descrita en el departamento de New Brighton (Pensilvania).

## Descripción
Es una polilla pequeña con una envergadura de unos 13 milímetros (0,5 plg), muy similar a la Eupitecia coagulata. El ala anterior termina en un ápice punitagudo. El color de fondo de las alas anteriores es gris muy uniforme sobre las alas y el abdomen siendo un poco más oscura en las orillas y con una mancha discal que aclara el ala en form curveada desde el centro hasta la costa.
La especie ha sido descrita en Pensilvania, Nueva Jersey, Nueva York, Maryland, Maine, Michigan, Carolina del Norte, Virginia Occidental, Kentucky, Ontario, Quebec, Arizona y California.